# Freebass
Freebass foi uma banda inglesa formada, originalmente, por três baixistas, Peter Hook (New Order e Joy Division), Andy Rourke (The Smiths), & Gary "Mani" Mounfield (The Stone Roses e Primal Scream), e o vocalista Gary Briggs (Haven).

## Discografia

### EPs
- Two Worlds Collide (EP) 2010 - 24 Hour Service Station
- You Don't Know This About Me - The Arthur Baker Remixes (digital EP) 2010 - 24 Hour Service Station
- Fritz von Runte vs Freebass Redesign (digital EP) 2010 - 24 Hour Service Station[5]
- Two Worlds Collide - The Instrumental Mixes (digital EP) 2010 - 24 Hour Service Station

### Singles
- "Live Tomorrow You Go Down" (digital single) 2010 - 24 Hour Service Station

### Álbums
- It's A Beautiful Life (LP) 2010 - 24 Hour Service Station / Essential (Europe, Australia & SE Asia)